# Kozerki Open 2023
Il Kozerki Open 2023 è stato un torneo maschile di tennis professionistico giocato sul cemento. È stata la 2ª edizione del torneo, facente parte della categoria Challenger 100 nell'ambito dell'ATP Challenger Tour 2023. Si è giocato all' Akademia Tenisowa Tenis Kozerki di Grodzisk Mazowiecki, in Polonia, dal 14 al 20 agosto 2023.

## Partecipanti

### Teste di serie
| Nazionalità | Giocatore                | Ranking* | Testa di serie |
| ----------- | ------------------------ | -------- | -------------- |
| Rep. Ceca   | Tomáš Macháč             | 106      | 1              |
| Belgio      | Joris De Loore           | 166      | 2              |
| Rep. Ceca   | Zdeněk Kolář             | 169      | 3              |
| Australia   | Marc Polmans             | 173      | 4              |
| Paesi Bassi | Jesper de Jong           | 178      | 5              |
| Svezia      | Elias Ymer               | 179      | 6              |
| Paesi Bassi | Jelle Sels               | 200      | 7              |
| Portogallo  | Frederico Ferreira Silva | 223      | 8              |

* Ranking al 7 agosto 2023.

### Altri partecipanti
I seguenti giocatori hanno ricevuto una wild card per il tabellone principale:
- Tomasz Berkieta
- Dali Blanch
- Martyn Pawelski

I seguenti giocatori sono entrati in tabellone come alternate:
- Charles Broom
- Viktor Durasovic
- Peter Gojowczyk

I seguenti giocatori sono passati dalle qualificazioni:
- Denis Yevseyev
- Marius Copil
- Akira Santillan
- Jiří Veselý
- David Poljak
- Adrià Soriano Barrera

Il seguente giocatore è entrato in tabellone come lucky loser:
- Stefanos Sakellaridis

## Punti e montepremi
| Torneo    | Torneo              | V      | F     | SF    | QF    | 2T    | 1T    | Q | Q2  | Q1  |
| Singolare | Punti               | 100    | 60    | 36    | 20    | 9     | 0     | 5 | 2   | 0   |
| Singolare | Premi in denaro (€) | 16,020 | 9,415 | 5,555 | 3,240 | 1,900 | 1,160 | – | 580 | 290 |
| Doppio    | Punti               | 100    | 60    | 36    | 20    | –     | 0     | – | –   | –   |
| Doppio    | Premi in denaro (€) | 6,845  | 4,050 | 2,400 | 1,420 | –     | 800   | – | –   | –   |

## Campioni

### Singolare
Jesper de Jong ha sconfitto in finale  Benjamin Hassan con il punteggio di 6–3, 6–3.

### Doppio
Théo Arribagé /  Luca Sanchez hanno sconfitto in finale  Anirudh Chandrasekar /  Vijay Sundar Prashanth con il punteggio di 6–4, 6–4.